# Палацо (Алесандрија)
Палацо је насеље у Италији у округу Алесандрија, региону Пијемонт.
Према процени из 2011. у насељу је живело 122 становника. Насеље се налази на надморској висини од 194 м.